# بيتر تشن
بيتر تشن (بالصينية: 陳可辛) (و. 1962 – م) هو مخرج سينمائي، وكاتب سيناريو، وممثل، من جمهورية الصين الشعبية، ولد في هونغ كونغ.

## التعليم
تعلم في جامعة كاليفورنيا، لوس أنجلوس.

## جوائز وترشيحات
حصل على جوائز منها:
- Hong Kong Film Award for Best Film [الإنجليزية]‏، عن عمل: Bodyguards and Assassins [الإنجليزية]‏ (2010)
- جائزة الحصان الذهبي لأفضل مخرج [الإنجليزية]‏، عن عمل: The Warlords [الإنجليزية]‏ (2008)[22]
- Hong Kong Film Award for Best Film [الإنجليزية]‏، عن عمل: The Warlords [الإنجليزية]‏ (2008)
- Hong Kong Film Award for Best Director [الإنجليزية]‏، عن عمل: The Warlords [الإنجليزية]‏ (2008)
- جائزة الحصان الذهبي لأفضل مخرج [الإنجليزية]‏، عن عمل: Perhaps Love (2005 film) [الإنجليزية]‏ (2006)[23]
- Hong Kong Film Award for Best Film [الإنجليزية]‏، عن عمل: Comrades: Almost a Love Story [الإنجليزية]‏ (1997)
- Hong Kong Film Award for Best Director [الإنجليزية]‏، عن عمل: Comrades: Almost a Love Story [الإنجليزية]‏ (1997).

ترشح لـ:
- Hundred Flowers Award for Best Director [الإنجليزية]‏، عن عمل: American Dreams in China [الإنجليزية]‏ (2014)
- Hong Kong Film Award for Best Film [الإنجليزية]‏، عن عمل: Bodyguards and Assassins [الإنجليزية]‏ (2010)
- Hong Kong Film Award for Best Director [الإنجليزية]‏، عن عمل: The Warlords [الإنجليزية]‏ (2008)
- Hong Kong Film Award for Best Film [الإنجليزية]‏، عن عمل: Protégé (film) [الإنجليزية]‏ (2008)
- Hong Kong Film Award for Best Film [الإنجليزية]‏، عن عمل: The Warlords [الإنجليزية]‏ (2008)
- Asian Film Award for Best Director [الإنجليزية]‏، عن عمل: The Warlords [الإنجليزية]‏ (2007)
- Hong Kong Film Award for Best Director [الإنجليزية]‏، عن عمل: Perhaps Love (2005 film) [الإنجليزية]‏ (2006)
- Hong Kong Film Award for Best Film [الإنجليزية]‏، عن عمل: Perhaps Love (2005 film) [الإنجليزية]‏ (2006)
- Hong Kong Film Award for Best Film [الإنجليزية]‏، عن عمل: Golden Chicken [الإنجليزية]‏ (2003)
- Hong Kong Film Award for Best Director [الإنجليزية]‏، عن عمل: Three (2002 film) [الإنجليزية]‏ (2003)
- Hong Kong Film Award for Best Director [الإنجليزية]‏، عن عمل: Comrades: Almost a Love Story [الإنجليزية]‏ (1997)
- Hong Kong Film Award for Best Film [الإنجليزية]‏، عن عمل: Comrades: Almost a Love Story [الإنجليزية]‏ (1997)
- Hong Kong Film Award for Best Director [الإنجليزية]‏، عن عمل: He's a Woman, She's a Man [الإنجليزية]‏ (1995)
- Hong Kong Film Award for Best Director [الإنجليزية]‏، عن عمل: Tom, Dick and Hairy [الإنجليزية]‏ (1994).

## وصلات خارجية
- بيتر تشن على موقع IMDb (الإنجليزية)
- بيتر تشن على موقع ألو سيني (الفرنسية)
- بيتر تشن على موقع أول موفي (الإنجليزية)
- بيتر تشن على موقع قاعدة بيانات الأفلام السويدية (السويدية)
- بيتر تشن على موقع قاعدة بيانات الفيلم (الإنجليزية)
- بيتر تشن على موقع كينوبويسك (الروسية)